# 基耶内斯
基耶内斯（義大利語：Chienes），是意大利波尔扎诺自治省的一个市镇。总面积33平方公里，人口2722人，人口密度82.5人/平方公里（2009年）。ISTAT代码为021021。